# 马济耶尔
马济耶尔（法語：Mazières，法語發音：[mazjɛʁ]）是法国夏朗德省的一个旧市镇，属于孔福朗区。该市镇总面积5.87平方公里，2009年时的人口为102人。

## 人口
马济耶尔人口变化图示